# Pinčići
Pinčići este un sat din comuna Bar, Muntenegru. Conform datelor de la recensământul din 2003, localitatea are 18 locuitori (la recensământul din 1991 erau 85 de locuitori).

## Demografie
În satul Pinčići locuiesc 16 persoane adulte, iar vârsta medie a populației este de 44,6 de ani (48,1 la bărbați și 42,4 la femei). În localitate sunt 6 gospodării, iar numărul mediu de membri în gospodărie este de 3,00.
Populația localității este foarte eterogenă.
|  |

| Demografie | Demografie | Demografie |
| An         | Locuitori  | Locuitori  |
| ---------- | ---------- | ---------- |
|            |            |            |
|            |            |            |
|            |            |            |
|            |            |            |
| 1948       | 160        |            |
| 1953       | 179        |            |
| 1961       | 166        |            |
| 1971       | 151        |            |
| 1981       | 143        |            |
| 1991       | 85         | 58         |
| 2003       | 24         | 18         |

| \| Componența etnică conform recensământului din 2003[2] \| Componența etnică conform recensământului din 2003[2] \| Componența etnică conform recensământului din 2003[2] \| Componența etnică conform recensământului din 2003[2] \| Componența etnică conform recensământului din 2003[2] \| \| ----------------------------------------------------- \| ----------------------------------------------------- \| ----------------------------------------------------- \| ----------------------------------------------------- \| ----------------------------------------------------- \| \| \| \| \| \| \| \| Albanezi \| Albanezi \| \| 10 \| 55,55% \| \| Muntenegreni \| Muntenegreni \| \| 3 \| 16,66% \| \| necunoscută \| necunoscută \| \| 0 \| 0% \| |              |  |    |        |
| Componența etnică conform recensământului din 2003 |              |  |    |        |
| |              |  |    |        |
| Albanezi | Albanezi     |  | 10 | 55,55% |
| Muntenegreni | Muntenegreni |  | 3  | 16,66% |
| necunoscută | necunoscută  |  | 0  | 0%     |